# Pristimantis bicumulus
Espèce
Synonymes
- Hylodes bicumulus Peters, 1863
- Eleutherodactylus bicumulus (Peters, 1863)
- Eleutherodactylus orocostalis Rivero, 1961
- Eleutherodactylus racenisi Rivero, 1961
- Eleutherodactylus williamsi Rivero, 1961

Statut de conservation UICN

 VU B1ab(iii) : Vulnérable
Pristimantis bicumulus est une espèce d'amphibiens de la famille des Craugastoridae.

## Répartition
Cette espèce est endémique du Nord du Venezuela. Elle se rencontre dans les États d'Aragua et de Sucre et dans le District capitale de Caracas entre 577 et 2 060 m d'altitude dans la cordillère de la Costa.

## Publication originale
- Peters, 1863 : Über eine neue Schlangengattung, Styporhynchus, und verschiedene andere Amphibien des zoologischen Museums. Monatsberichte der Königlich Preussischen Akademie der Wissenschaften zu Berlin, vol. 1863, p. 399-413 (texte intégral).